# Arnaldo Pereira Leite
Arnaldo Pacheco Pereira Leite, também conhecido como Engenheiro Pereira Leite ou Arnaldo Pereira Leite (Cabeceiras de Basto, Cavez, 14 de Novembro de 1908 - Angola, 1958), foi um engenheiro e ferroviário português.

## Biografia

### Vida pessoal e educação
Nasceu em 14 de Novembro de 1908, na localidade de Cavez, no Concelho de Cabeceiras de Basto, e faleceu em Angola, em 1958, com 50 anos de idade; casou com Helena Olga Fajardo.
Formou-se pela Faculdade de Engenharia da Universidade do Porto, em Engenharia Civil.

### Carreira profissional
Após ter tirado o curso, entrou ao serviço dos Serviços dos Portos, Caminhos de Ferro e Transportes de Moçambique, em 25 de Outubro de 1934, na posição de engenheiro praticante da Divisão de Estudos e Construções.
Assumiu diversos postos nesta organização, tendo liderado a Brigada de Estudos dos Caminhos de Ferro, na província de Tete, em Moçambique, chefiado a construção dos Caminhos de Ferro do Tete, Moçambique e Limpopo, e, posteriormente, serviu como director dos Serviços de Movimento e dos Armazéns Gerais; destacou-se, principalmente, por ter revitalizado a divisão ferroviária, que enfrentava vários problemas económicos, e por ter contribuído significativamente para o desenvolvimento da Província de Niassa.
No ano de 1946, participou, como representante de Portugal, na Conferência Internacional dos Transportes Aéreos, no Cairo; em 1953, foi nomeado director-interino dos Serviços dos Portos, Caminhos de Ferro e Transportes de Moçambique, e, em 1957, partiu para Luanda, para dirigir os Portos e Caminhos de Ferro de Angola, posição na qual se destacou pelo impulso que deu à expansão do transporte ferroviário neste país. Na altura da sua morte, encontrava-se nomeado para participar, como parte da delegação portuguesa, no XVII Congresso Internacional de Caminhos de Ferro, em Madrid.

### Homenagem
Em 16 de Setembro de 1962, os seus restos mortais foram transladados para um mausoléu no Cemitério de Lhanguene, em Maputo, oferecido pelos funcionários de Moçambique; este mausoléu, projectado pelo arquitecto José Tinoco, ostentava um medalhão em bronze com o seu busto, modelado por Lobo Fernandes, e que foi fabricado nas oficinas da companhia dos Caminhos de Ferro de Moçambique.
O parque desportivo de Cavez, sua terra natal, leva o nome de Parque Desportivo Eng.º Pereira Leite.[carece de fontes?]